# テクノプロ・デザイン
テクノプロ・デザイン社（英: TechnoPro, Inc. TechnoPro Design Company）は、テクノプロ・ホールディングス株式会社傘下の株式会社テクノプロの社内カンパニーである。技術サービスやコンサルティングサービスなどを行っている。かつては、株式会社シーテックという社号で存在した、人材派遣や、受託開発・設計をする企業であった。
当時、同様の社号であった中部電力グループの シーテック (電設) とは現在まで資本・人材ともに一切無関係。

## 沿革
- 1997年6月2日 - クリスタルグループ（現 ラディアホールディングス・プレミア）の株式会社ハイテックが地域分社して株式会社インタープロジェクト、株式会社ネオテクノ、株式会社アプロ、株式会社フォース、株式会社テクシアとなる。
- 2005年6月 - 株式会社インタープロジェクトが株式会社シーテックに社名変更。
- 2005年7月 - 株式会社シーテックが存続会社となり、他の旧ハイテック4社と株式会社クリスタルコスモテックの6社が対等合併する。
- 2006年10月 - 親会社である株式会社クリスタルをグッドウィル・グループ（名称変更：ラディアホールディングス→アドバンテージ・リソーシング・ジャパン→プロンプトホールディングス→テクノプロ・ホールディングス）が買収したことにより、グッドウィル・グループの傘下に入る。
- 2007年5月1日 - 本社を「ミッドタウン・タワー」に移転。
- 2008年11月1日 - ラディアグループ再編計画により、本社を「ミッドタウン・タワー」から「六本木ヒルズ森タワー」に移転。
- 2009年1月1日 - ラディアグループ再編計画により、株式会社バンテクノ・株式会社TST・株式会社CITを吸収合併。売上高912億円、従業員数12,722名（2008年6月期の4社の単純合算数値）
- 2009年4月30日 - 親会社が経営難という理由で3500人規模の解雇を実施。
- 2011年12月30日 - シーテックがおよそ70億円を貸し付けていたグループ会社のアドバンテージ・リソーシング・インターナショナルをリクルートが約310億円で買収。
- 2012年3月29日 - 神奈川県在住の正社員技術者の男性(35)が起こした整理解雇の裁判で、横浜地裁が解雇無効・地位確認の判決を出しシーテックが敗訴。また、翌2013年2月27日 には東京高裁も原審を維持して原告が勝利し、上告断念によりシーテックの敗訴が確定している。2009年にグループ全体で行った4000人以上もの整理解雇の手法が不当と判決が下ったことで全国的に提訴者が拡大している。（詳細は#整理解雇問題参照）
- 2012年4月27日 - 資本のサーベラス・モルガンスタンレー合弁のプロモントリア・インベストメントIB.V社が、CVC Asia Pacific Limited の助言によりグループを売却。親会社名をテクノプロ・ホールディングスに変更。
- 2014年7月1日 - テクノプロ・ホールディングスの連結子会社であるテクノプロ・エンジニアリング、CSI、ハイテックと経営統合し、株式会社テクノプロ設立。社内カンパニー「テクノプロ・デザイン社」に組織改編。

## テレビCM
2007年4月よりテレビCMが放送開始されたが、6月にグッドウィル・グループのコムスンによる介護報酬不正請求事件が発覚したため一旦自粛し公共広告機構（現：ACジャパン）に差し替えた。8月より復活したが、番組における提供表示は自粛したままであり、自粛前はCMの最後がグッドウィル・グループのサウンドロゴだったが「［シーテック］（検索）」という画面に差し替えられた。CMは2007年12月で終了した。

### 放送していたCM
- Lv1 「先端技術をプロジェクトチームで」編： 2007年4月 - 6月、8月 - 10月
- Lv2 「テクノロジーを革新する力に」編： 2007年11月 - 12月

### 提供番組
- 体育の時間（テレビ朝日系）
- タモリのジャポニカロゴス（フジテレビ系）
- はねるのトびら（同上）
- めちゃ×2イケてるッ!（同上）
- ぴったんこカン・カン（TBS系）
- エンタの神様（日本テレビ系）
- 笑点（同上）
- NEWS ZERO（同上）

## 転籍同意書問題
2008年秋に起きた金融危機以降、企業の内定取消が社会的な問題となり、複数の企業が行政指導の対象となったが、その対象をくぐり抜ける様な手法を使って、問題の表面化を防ごうとした。
具体的には、入社と同時に転籍することに同意する旨の同意書の提出を求め、出さない場合は内定辞退を暗に求めていたもの。入社するので内定の取り消しには当たらず、専門家は「雇用契約の抜け道で悪質」と指摘している。

## 整理解雇問題
2009年3月に発表されたラディアホールディングスグループ全体で延べ4000人にも上る技術社員の一斉解雇問題では、その後シーテックをはじめとする事業子会社の係争が全国各地で行われており、いずれも原告側の勝利和解ないし勝訴となっている。
黒字の子会社がファンドである親会社などに、経営指導料（業務委託料）の他にも毎月多額の使途不明金を流出させながら整理解雇をし続けていたことが法廷の場で明らかになっており（使途不明金の流出先である海外の関連企業は後にリクルートへ314億円で売却された）、派遣先から一時的に帰社した技術者を技能の優劣や家庭環境を考慮することなく翌月末に一斉大量解雇し、技術者に対して希望退職の募集も行っていないことから、「解雇回避努力が尽くされておらず、人選に合理性がない」と裁判所から断罪されている。
なお、会社側は「期間の定めのない（正社員）雇用であっても派遣は特殊だから帰社した者を解雇するのは当然であり、案件が出てくれば再雇用している」などと、自らの常用派遣業と一般の登録派遣とを著しく混同した主張を繰り返しているが、裁判所からは「期間の定めのない雇用を締結した以上、認められない」と一蹴されている。
ちなみにシーテックの役員報酬が削減されたのは整理解雇以降であり、一時帰休のための雇用調整助成金の申請も行わなかった。
このように極めて悪質な整理解雇を受け入れた連合のUIゼンセンとその傘下であるJSGU組合に対しても批判の声が大きくなっている。

## 社会貢献活動等
2004年に発生した新潟県中越地震ではアプロやバンテクノ等、構成各社で募金活動が行われた。